# Polski Kontyngent Wojskowy w Zatoce Perskiej (2000)
Polski Kontyngent Wojskowy w Wielonarodowych Morskich Siłach Kontroli Dostaw w Zatoce Perskiej – wydzielony komponent Marynarki Wojennej, przeznaczony do kontroli embarga naniesionego na Irak, działający w ramach MIF w latach 2000–2001.

## Historia
Po irackiej agresji na Kuwejt z 2 sierpnia 1990 rezolucje Rady Bezpieczeństwa ONZ (661. i 665.) ustanowiły embargo na dostawy do tego kraju. Kuratelę nad jego przestrzeganiem miały sprawować Wielonarodowe Morskie Siły Kontroli Dostaw (Multinational Interception Force), składające się przede wszystkim z pełniących stałą służbę okrętów United States Navy i Royal Navy oraz rotacyjne z marynarek wojennych innych państw.
W sierpniu 2000 rząd Jerzego Buzka podjął decyzję o wysłaniu w rejon Zatoki Perskiej Polskiego Kontyngentu Wojskowego. Zgodnie z postanowieniem Prezydenta RP z 7 października 2000 w jego skład weszło 6 żołnierzy, służących w okresie od 21 października 2000 do 19 stycznia 2001. Kontyngent wydzielono z Grup Specjalnych Płetwonurków Marynarki Wojennej (tzw. Formozy) – była to pierwsza zagraniczna misja wojskowa JW 4026.
Żołnierze przeszli szkolenie przygotowawcze w Wielkiej Brytanii, następnie zostali skierowani do Zatoki Perskiej. Ich zadania polegały na kontrolowaniu i monitorowaniu podejrzanych statków pływających po Zatoce Perskiej. Koszt udziału PKW wyniósł ok. 375.000zł, sumę tę wydzielono z rezerwy budżetu państwa (z wyjątkiem kosztów kursu przygotowawczego opłaconego przez Wielką Brytanię).